# Bampur
Bampur és una ciutat de l'Iran, cap d'un districte que amb finalitat administrativa fou integrat a Iranshahr (antiga Fahradj) a 23 km a l'est. La seva població estimada a l'entorn del 1960, era de cinc mil habitants. Es troba a la vora del riu Bampur. És famosa per la ciutadella, que es troba a un turó, amb 30 metres d'altura damunt la ciutat. La majoria dels habitants són d'ètnia i llengua balutxi, i la seva ocupació essencial és l'agricultura i la ramaderia. Després de la mort de Nadir Shah, Nasir Khan de Kalat, que dominava la regió, es va fer vassall de l'afganès Àhmad Xah Durrani (després del 1749) i més tard fou independent. L'autoritat persa fou restablerta a Bampur només el 1849.